# Campionati europei di atletica leggera 2022 - 400 metri piani femminili
La specialità dei 400 metri piani femminili dei campionati europei di atletica leggera 2022 si è svolta il 15, il 16 e il 17 agosto all'Olympiastadion di Monaco di Baviera, in Germania.

## Podio
| Pos.    | Atleta            | Nazionalità | Tempo | Note |
| ------- | ----------------- | ----------- | ----- | ---- |
| Oro     | Femke Bol         | Paesi Bassi | 49"44 | ,    |
| Argento | Natalia Kaczmarek | Polonia     | 49"94 |      |
| Bronzo  | Anna Kiełbasińska | Polonia     | 50"29 |      |

## Situazione pre-gara

### Record
Prima di questa competizione, il record del mondo (RM), il record europeo (EU) e il record dei campionati (RC) erano i seguenti.
| Record                | Prestazione | Atleta                   | Data                               | Competizione                       |
| --------------------- | ----------- | ------------------------ | ---------------------------------- | ---------------------------------- |
| Record mondiale       | 47"60       | Marita Koch Germania Est | 6 ottobre 1985 Canberra, Australia | Coppa del mondo delle nazioni 1985 |
| Record europeo        | 47"60       | Marita Koch Germania Est | 6 ottobre 1985 Canberra, Australia | Coppa del mondo delle nazioni 1985 |
| Record dei campionati | 48"16       | Marita Koch Germania Est | 8 settembre 1982 Atene, Grecia     | Europei 1982                       |

### Campione in carica
La campionessa europea in carica era:
| Campione | Atleta                 | Prestazione | Data                             | Competizione | Note                                   |
| -------- | ---------------------- | ----------- | -------------------------------- | ------------ | -------------------------------------- |
| Europeo  | Justyna Święty Polonia | 50"41       | 11 agosto 2018 Berlino, Germania | Europei 2018 | Miglior prestazione europea stagionale |

### La stagione
Prima di questa gara, le atlete europee con le migliori tre prestazioni dell'anno erano:
| Pos. | Atleta                    | Prestazione | Data                                         |
| ---- | ------------------------- | ----------- | -------------------------------------------- |
| 1    | Femke Bol Paesi Bassi     | 49"75       | 6 agosto 2022 Chorzów, Polonia               |
| 2    | Natalia Kaczmarek Polonia | 49"86       | 6 agosto 2022 Chorzów, Polonia               |
| 3    | Lieke Klaver Paesi Bassi  | 50"18       | 20 luglio 2022 Eugene, Stati Uniti d'America |

## Risultati

### Batterie
Le batterie si sono corse a partire dalle 19:35 del 15 agosto. Le prime 3 di ogni batteria (Q) e i 3 tempi migliori tra le escluse (q) si qualificano alle semifinali.

#### Batteria 1
| Posizione | Corsia | Atleta           | Nazionalità   | Tempo | Note |
| --------- | ------ | ---------------- | ------------- | ----- | ---- |
| 1         | 7      | Laviai Nielsen   | Gran Bretagna | 51"60 | Q,   |
| 2         | 5      | Eveline Saalberg | Paesi Bassi   | 51"81 | Q    |
| 3         | 4      | Silke Lemmens    | Svizzera      | 52"27 | Q    |
| 4         | 6      | Virginia Troiani | Italia        | 52"83 |      |
| 5         | 2      | Mette Baas       | Finlandia     | 53"02 |      |
| 6         | 3      | Phil Healy       | Irlanda       | 53"10 |      |
| 7         | 8      | Linn Oppegaard   | Norvegia      | 53"29 |      |

#### Batteria 2
| Posizione | Corsia | Atleta             | Nazionalità | Tempo | Note             |
| --------- | ------ | ------------------ | ----------- | ----- | ---------------- |
| 1         | 5      | Iga Baumgart-Witan | Polonia     | 51"09 | Q,               |
| 2         | 4      | Amandine Brossier  | Francia     | 51"26 | Q,               |
| 3         | 3      | Susanne Walli      | Austria     | 51"73 | Q,               |
| 4         | 8      | Camille Laus       | Belgio      | 51"91 | q                |
| 5         | 7      | Alice Mangione     | Italia      | 51"92 | q                |
| 6         | 2      | Tereza Petržilková | Rep. Ceca   | 52"35 | q                |
| 7         | 6      | Janet Richard      | Malta       | 53"49 | Record nazionale |
| 8         | 1      | Milja Thureson     | Finlandia   | 53"63 |                  |

#### Batteria 3
| Posizione | Corsia | Atleta               | Nazionalità | Tempo | Note |
| --------- | ------ | -------------------- | ----------- | ----- | ---- |
| 1         | 3      | Cátia Azevedo        | Portogallo  | 51"63 | Q    |
| 2         | 4      | Gunta Vaičule        | Lettonia    | 52"26 | Q    |
| 3         | 5      | Alica Schmidt        | Germania    | 52"52 | Q    |
| 4         | 8      | Anna Polinari        | Italia      | 52"60 |      |
| 5         | 2      | Sokhna Lacoste       | Francia     | 52"62 |      |
| 6         | 6      | Sharlene Mawdsley    | Irlanda     | 52"63 |      |
| 7         | 1      | Naomi Van Den Broeck | Belgio      | 52"80 |      |
| 8         | 7      | Norcady Reyes        | Gibilterra  | 59"59 |      |

### Semifinali
Le semifinali si sono corse a partire dalle 13:46 del 16 agosto. Le prime 2 di ogni semifinale (Q) e i 2 tempi migliori tra le escluse (q) si qualificano alla finale.

#### Semifinale 1
| Posizione | Corsia | Atleta             | Nazionalità   | Tempo | Note                                     |
| --------- | ------ | ------------------ | ------------- | ----- | ---------------------------------------- |
| 1         | 3      | Anna Kiełbasińska  | Polonia       | 50"45 | Q,                                       |
| 2         | 6      | Lieke Klaver       | Paesi Bassi   | 50"59 | Q,                                       |
| 3         | 5      | Iga Baumgart-Witan | Polonia       | 51"17 | q                                        |
| 4         | 1      | Gunta Vaičule      | Lettonia      | 51"25 | Miglior prestazione personale            |
| 5         | 8      | Cátia Azevedo      | Portogallo    | 51"42 |                                          |
| 6         | 7      | Laviai Nielsen     | Gran Bretagna | 51"53 | Miglior prestazione personale stagionale |
| 7         | 2      | Tereza Petržilková | Rep. Ceca     | 52"38 |                                          |
| 8         | 4      | Corinna Schwab     | Germania      | 52"70 | [ 4 ]                                    |

#### Semifinale 2
| Posizione | Corsia | Atleta                    | Nazionalità   | Tempo | Note  |
| --------- | ------ | ------------------------- | ------------- | ----- | ----- |
| 1         | 6      | Natalia Kaczmarek         | Polonia       | 50"40 | Q,    |
| 2         | 5      | Victoria Ohuruogu         | Gran Bretagna | 50"50 | Q,    |
| 3         | 4      | Modesta Justė Morauskaitė | Lituania      | 51"70 | [ 4 ] |
| 4         | 3      | Lada Vondrová             | Rep. Ceca     | 51"83 | [ 4 ] |
| 5         | 7      | Alice Mangione            | Italia        | 52"02 |       |
| 5         | 8      | Eveline Saalberg          | Paesi Bassi   | 52"45 |       |
| 7         | 2      | Silke Lemmens             | Svizzera      | 53"08 |       |
| 8         | 1      | Camille Laus              | Belgio        | 54"28 |       |

#### Semifinale 3
| Posizione | Corsia | Atleta                 | Nazionalità   | Tempo | Note                          |
| --------- | ------ | ---------------------- | ------------- | ----- | ----------------------------- |
| 1         | 6      | Femke Bol              | Paesi Bassi   | 50"60 | Q,                            |
| 2         | 8      | Cynthia Bolingo        | Belgio        | 50"83 | Q, TR16.5.3,                  |
| 3         | 4      | Rhasidat Adeleke       | Irlanda       | 51"08 | q,                            |
| 4         | 7      | Amandine Brossier      | Francia       | 51"21 | Miglior prestazione personale |
| 5         | 5      | Nicole Yeargin         | Gran Bretagna | 52"09 | [ 4 ]                         |
| 6         | 3      | Justyna Święty-Ersetic | Polonia       | 52"17 | [ 4 ]                         |
| 7         | 1      | Susanne Walli          | Austria       | 52"58 |                               |
| 8         | 2      | Alica Schmidt          | Germania      | 53"12 |                               |

### Finale
La finale si è disputata alle 22:02 del 17 agosto.
| Posizione | Corsia | Atleta             | Nazionalità   | Tempo | Note             |
| --------- | ------ | ------------------ | ------------- | ----- | ---------------- |
| Oro       | 5      | Femke Bol          | Paesi Bassi   | 49"44 | ,                |
| Argento   | 6      | Natalia Kaczmarek  | Polonia       | 49"94 |                  |
| Bronzo    | 4      | Anna Kiełbasińska  | Polonia       | 50"29 |                  |
| 4         | 3      | Victoria Ohuruogu  | Gran Bretagna | 50"51 |                  |
| 5         | 1      | Rhasidat Adeleke   | Irlanda       | 50"53 | Record nazionale |
| 6         | 8      | Lieke Klaver       | Paesi Bassi   | 50"56 |                  |
| 7         | 7      | Cynthia Bolingo    | Belgio        | 50"94 |                  |
| 8         | 2      | Iga Baumgart-Witan | Polonia       | 51"28 |                  |